# Campeonato Mundial de Tiro al Plato de 1985
El XXI Campeonato Mundial de Tiro al Plato se celebró en Montecatini (Italia) en el año 1985 bajo la organización de la Federación Internacional de Tiro Deportivo (ISSF) y la Federación Italiana de Tiro Deportivo.

## Resultados

### Masculino
| Evento          | Oro                                       | Plata                             | Bronce                            |
| --------------- | ----------------------------------------- | --------------------------------- | --------------------------------- |
| Foso            | Miroslav Bednařík Checoslovaquia 197 pts. | Daniele Cioni · Italia · 196 pts. | Alexandr Lavrinenko URSS 194 pts. |
| Foso (equipos)  | Italia · 434                              | URSS 428                          | Checoslovaquia 428                |
| Skeet           | Bernhard Hochwald RDA 196                 | Sin Nam-Ho Corea del Norte 195    | Björn Thorwaldson · Suecia · 195  |
| Skeet (equipos) | Estados Unidos 433                        | Italia · 433                      | Checoslovaquia 432                |

### Femenino
| Evento          | Oro                               | Plata                          | Bronce                                    |
| --------------- | --------------------------------- | ------------------------------ | ----------------------------------------- |
| Foso            | Li Li China 188 pts.              | Elena Shishirina URSS 182 pts. | Frances Strodtman Estados Unidos 176 pts. |
| Foso (equipos)  | China 383                         | Italia · 377                   | Canadá · 366                              |
| Skeet           | Terry Carlisle Estados Unidos 190 | Liu Ling China 185             | Shao Weiping China 184                    |
| Skeet (equipos) | China 412                         | Estados Unidos 405             | Italia · 386                              |

## Medallero
| Núm. | País            | Oro | Plata | Bronce | Total |
| ---- | --------------- | --- | ----- | ------ | ----- |
| 1    | China           | 3   | 1     | 1      | 5     |
| 2    | Estados Unidos  | 2   | 1     | 1      | 4     |
| 3    | Italia          | 1   | 3     | 1      | 5     |
| 4    | Checoslovaquia  | 1   | 0     | 2      | 3     |
| 5    | RDA             | 1   | 0     | 0      | 1     |
| 6    | URSS            | 0   | 2     | 1      | 3     |
| 7    | Corea del Norte | 0   | 1     | 0      | 1     |
| 8    | Canadá          | 0   | 0     | 1      | 1     |
|      | Suecia          | 0   | 0     | 1      | 1     |
|      | TOTAL           | 8   | 8     | 8      | 24    |